# Konzumní
Konzumní je ulice v Hloubětíně na Praze 14, která spojuje ulice Na Obrátce a Pod Turnovskou tratí. Protíná ji ulice Kbelská, která je součástí Průmyslového polookruhu, a ústí do ní ulice Milovická. Má přibližný západovýchodní průběh.

## Historie a názvy
Základy ulice existovaly nejpozději kolem roku 1910. Nazvána byla podle nejstaršího hloubětínského obchodu, neboli konzumu, který stával v domě čp. 170 na nároží ulice už před první světovou válkou. Konzumní se jí však říkalo už před oficiálním pojmenováním v roce 1925. Původní verze byla Konsumní, která reflektovala tehdy platný pravopis.
Na západ od ulice Kbelská se nacházejí dvou a třípatrové bytovky, v delší východní části je bloková zástavba z většinou přízemních a jednopatrových domů. Dům čp. 157 má fasádu ve stylu florální secese.

## Budovy a instituce
- Hotel 51, Konzumní 253/14

## Galerie

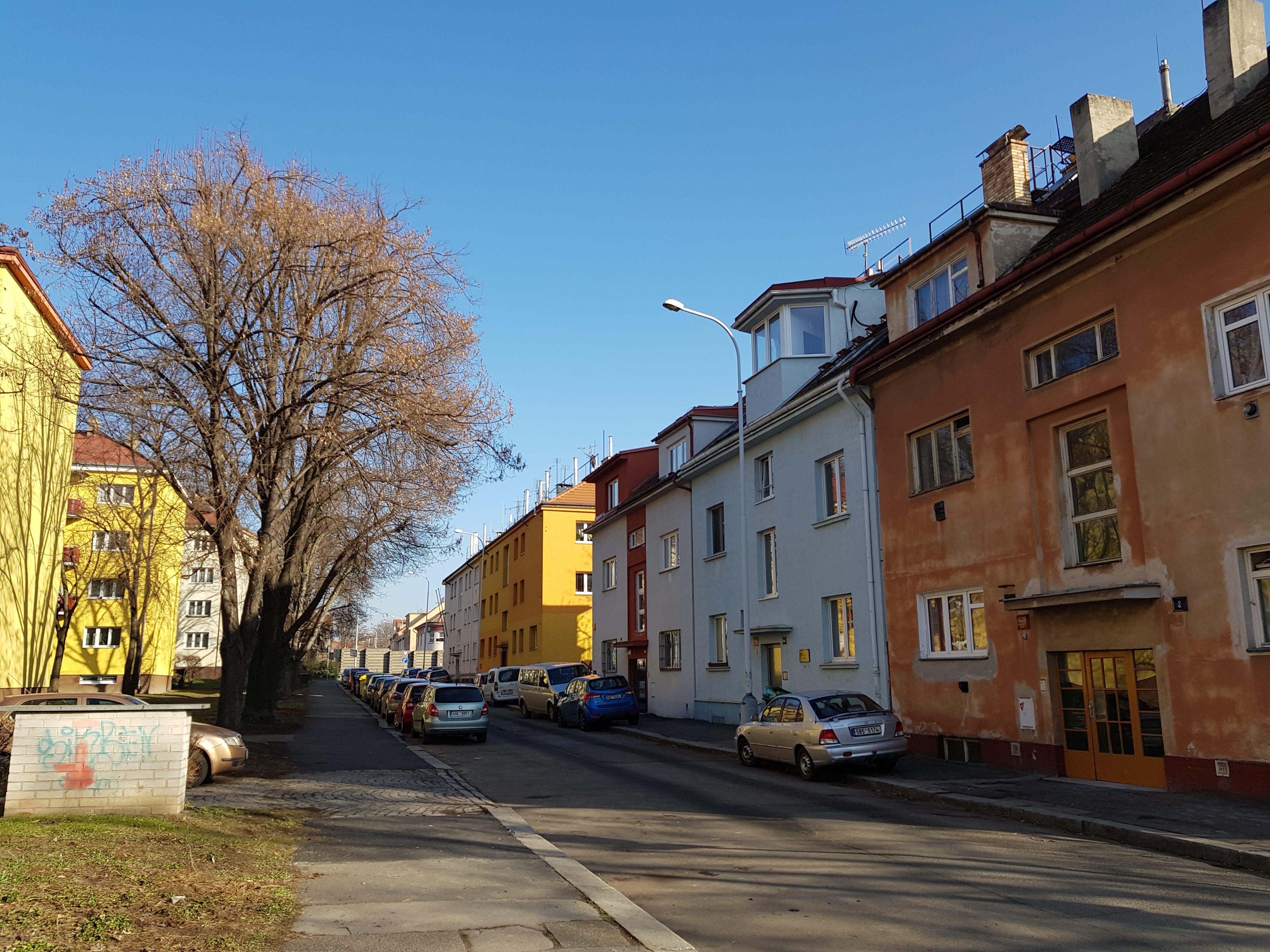
Západní úsek, pohled od ulice Na Obrátce východním směrem.
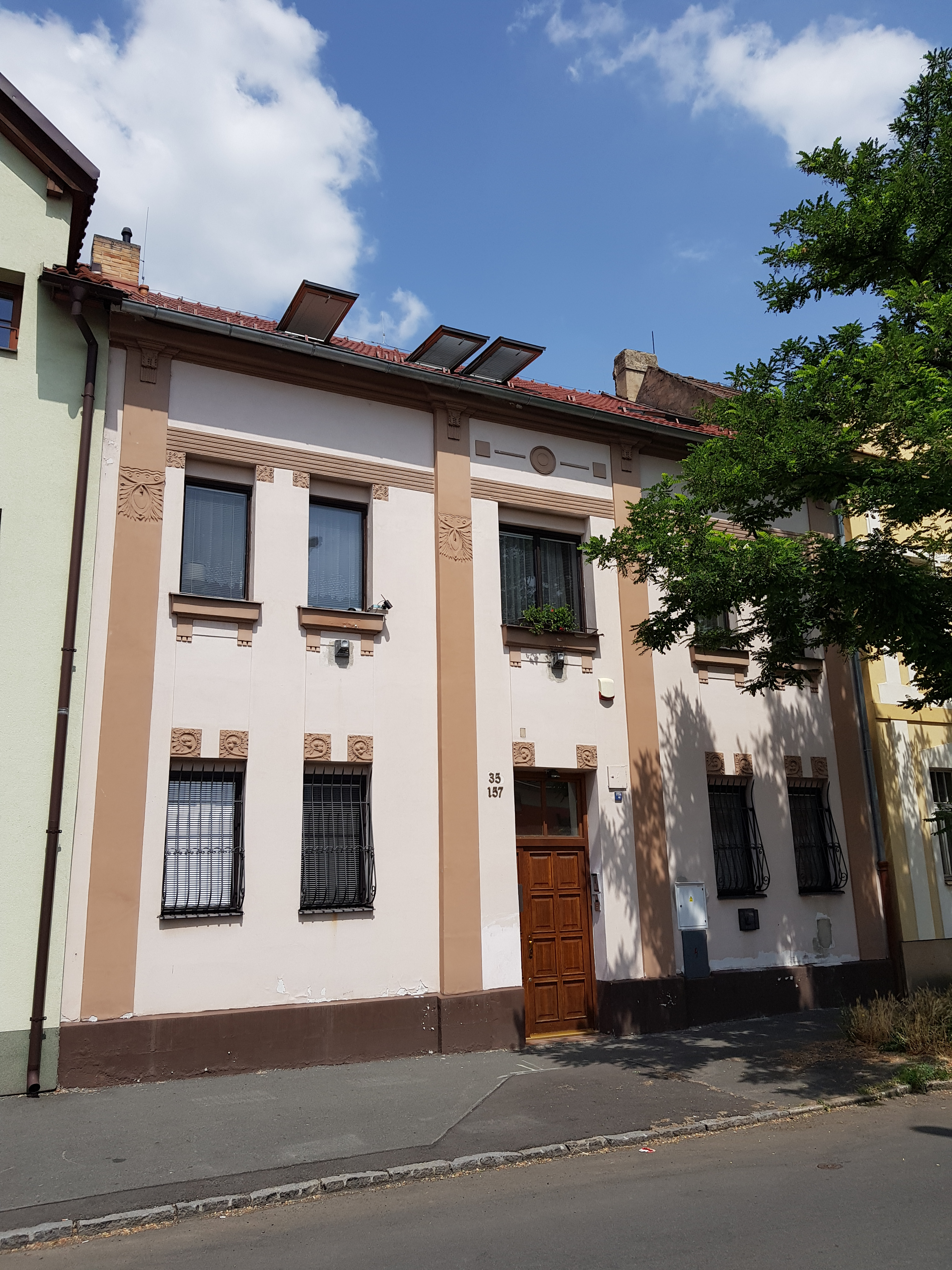
Dům čp. 157/35 v secesním stylu.
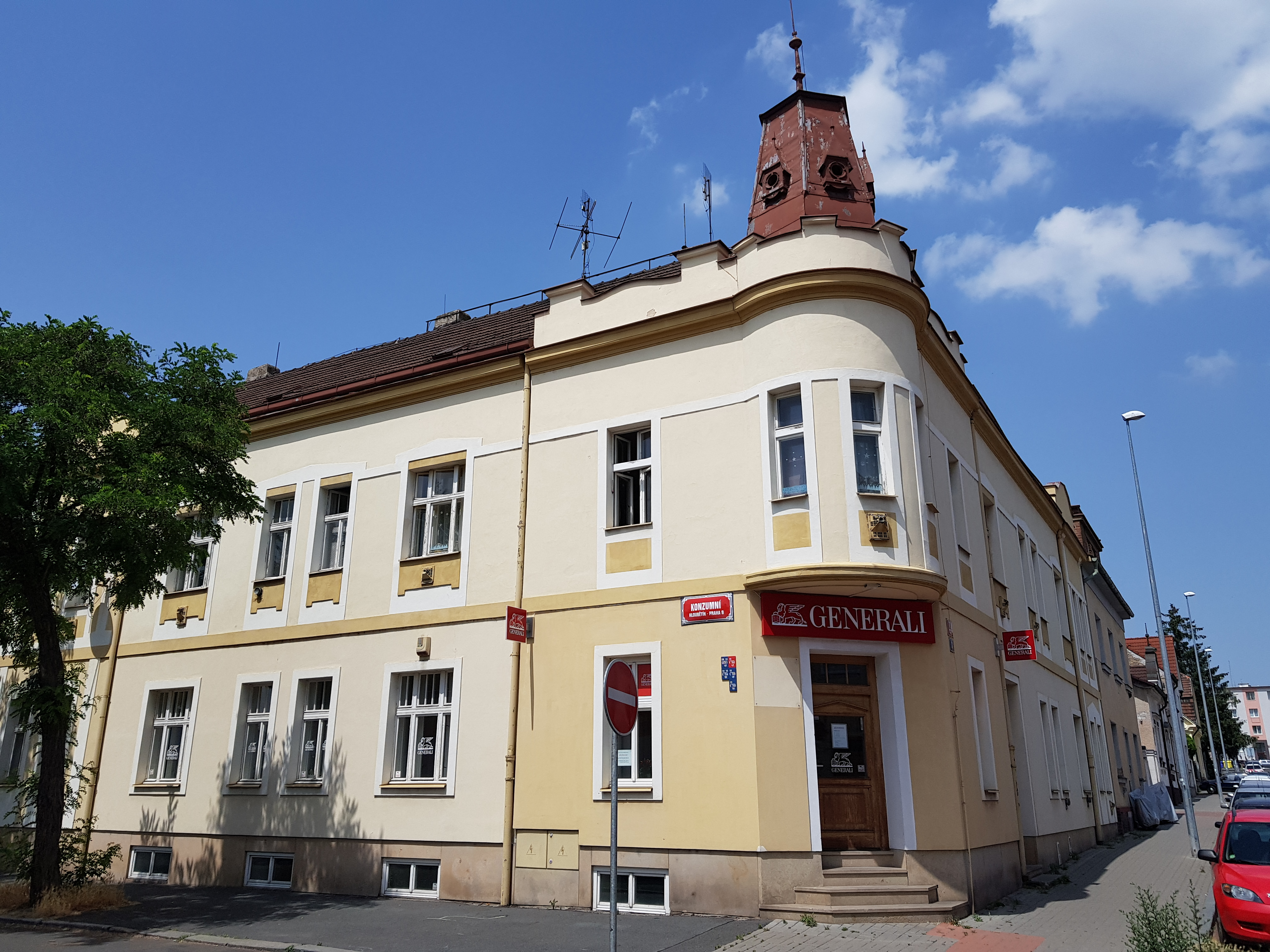
Dům čp. 170 na rohu ulic Konzumní a Pod Turnovskou tratí, kde stával první konzum.

## Ve filmu
Západní úsek ulice se několikrát objevil ve filmu Zápisník alkoholičky (2024, režie Dan Svátek).